# Франкавилла-д’Эте
Франкавилла-д’Эте (итал. Francavilla d'Ete) — коммуна в Италии, располагается в регионе Марке, в провинции Фермо.
Население составляет 981 человек (2008 г.), плотность населения составляет 94 чел./км². Занимает площадь 10 км². Почтовый индекс — 63020. Телефонный код — 0734.
Покровителем населённого пункта считается святой Рох.

## Демография
Динамика населения:

## Администрация коммуны
- Официальный сайт: https://web.archive.org/web/20100727121422/http://www.provincia.ap.it/Francavilla_D'ete/